# دوريان لي
دوريان لي (بالإنجليزية: Dorian Leigh)‏ (و. 1917 – 2008 م) هي ممثلة، وعارضة أمريكية، ولدت في سان أنطونيو، توفيت في فولز تشيرش، عن عمر يناهز 91 عاماً، بسبب مرض آلزهايمر.

## التعليم
تعلمت في جامعة نيويورك، وتعلمت في جامعة روتجرز، وتعلمت في Randolph–Macon College ‏
.

## وصلات خارجية
- دوريان لي على موقع IMDb (الإنجليزية)
- دوريان لي على موقع قاعدة بيانات برودواي على الإنترنت (الإنجليزية)

- دوريان لي في قاعدة بيانات الأفلام على الإنترنت